# Liste der Beiträge für den besten fremdsprachigen Film für die Golden Globe Awards 2021
Die Liste der Beiträge für den besten fremdsprachigen Film für die Golden Globe Awards 2021 führt alle bei der Verleihung der Golden Globe Awards 2021 berechtigten Produktionen der Hollywood Foreign Press Association (HFPA) für die Kategorie Bester fremdsprachiger Film auf. Insgesamt gelangten 139 Filmproduktion aus 77 Ländern in die Vorauswahl für die fünf regulär vergebenen Nominierungen, darunter 37 mit Beteiligung von Regisseurinnen. Im Gegensatz zur Oscarverleihung bestand keine Obergrenze an Einreichungen pro Land. Die Auszeichnung gewann der US-amerikanische Spielfilm Minari – Wo wir Wurzeln schlagen von Lee Isaac Chung, der überwiegend in koreanischer Sprache gedreht wurde.
Um sich 2021 zu qualifizieren, musste es sich um einen Spielfilm (Drama, Musicalfilm oder Komödie) handeln, die mindestens 51 Prozent an nicht-englischsprachigen Dialog aufwies. Im Gegensatz zur Oscarverleihung verbietet das HFPA-Reglement, dass Dokumentarfilme bei den Golden Globe Awards in der Kategorie Bester fremdsprachiger Film berücksichtigt werden, für die es keine eigene Preiskategorie gibt. So blieben beispielsweise 2021 die offiziellen Oscar-Beiträge aus Brasilien (Babenco: Alguém Tem que Ouvir o Coração e Dizer Parou), Italien (Notturno) und Rumänien (Kollektiv – Korruption tötet) unberücksichtigt. Fremdsprachige Animationsfilme werden separat in einer eigenen Kategorie nominiert.
Aufgrund der COVID-19-Pandemie, den damit verbundenen Lockdown-Regelungen und verschobenen Filmpremieren begann die HPFA bereits ab Mai 2020 ihre Regeln für die Einreichung von fremdsprachigen Kinofilmen zu überarbeiten. Daher gelangten Filme in die Vorauswahl, die zwischen dem 1. Oktober 2019 und 28. Februar 2021 kommerziell in einem Land in allen Formaten (u. a. reguläre Kinoauswertung, Fernsehen, Video-on-Demand, DVD-Auswertung) veröffentlicht werden. Dabei muss es sich nicht um eines der Produktionsländer des Films handeln. Normalerweise werden Filme berücksichtigt, die 15 Monate vor der Golden-Globe-Verleihung zwischen dem 1. Oktober und 31. Dezember im Heimatland aufgeführt werden.

## Beiträge
Am häufigsten in der Vorauswahl vertreten (inkl. Koproduktionsländer) sind Filme aus Frankreich und den USA (je 13), gefolgt von Indien und Spanien (je 10).
Nominiert,  Ausgezeichnet
| Deutscher bzw. internationaler Titel (* = offizieller Oscar-Kandidat)               | Originaltitel                                                | Regie                                       | Land                                                                                                  | Ergebnis        |
| ----------------------------------------------------------------------------------- | ------------------------------------------------------------ | ------------------------------------------- | --- | --------------- |
| 200 Meters*                                                                         | 200 Meters                                                   | Ameen Nayfeh                                | Jordanien                                                                                             | nicht nominiert |
| 2000 Songs of Farida*                                                               | Фариданинг икки минг қўшиғи (Faridaning ikki ming qoʻshigʻi) | Yolqin Toʻychiyev                           | Usbekistan                                                                                            | nicht nominiert |
| About A Woman                                                                       | Algo con una mujer                                           | Luján Loioco, Mariano Turek                 | Argentinien                                                                                           | nicht nominiert |
| Agnes Joy*                                                                          | Agnes Joy                                                    | Silja Hauksdóttir                           | Island                                                                                                | nicht nominiert |
| Alice                                                                               | Alice                                                        | Chris Mitchell-Clare                        | Frankreich, Australien                                                                                | nicht nominiert |
| Alone With Her Dreams                                                               | Picciridda – Con i piedi nella sabbia                        | Paolo Licata                                | Italien                                                                                               | nicht nominiert |
| Anton                                                                               | Anton                                                        | Sasa Uruschadse                             | Ukraine, Georgien, Litauen                                                                            | nicht nominiert |
| Apples*                                                                             | Μήλα (Mila)                                                  | Christos Nikou                              | Griechenland                                                                                          | nicht nominiert |
| Arracht*                                                                            | Arracht                                                      | Tom Sullivan                                | Irland                                                                                                | nicht nominiert |
| Asia*                                                                               | אסיה (Asia)                                                  | Ruthy Pribar                                | Israel                                                                                                | nicht nominiert |
| Asuran                                                                              | அசுரன் (Asuran)                                                | Vetri Maaran                                | Indien                                                                                                | nicht nominiert |
| Atlantis*                                                                           | Атлантида (Atlantida)                                        | Walentyn Wassjanowytsch                     | Ukraine                                                                                               | nicht nominiert |
| Das Attentat – The Man Standing Next* (The Man Standing Next)                       | 남산의 부장들 (Namsan-ui Bujangdeul)                         | Woo Min-ho                                  | Südkorea                                                                                              | nicht nominiert |
| The Auschwitz Report*                                                               | Správa                                                       | Peter Bebjak                                | Slowakei                                                                                              | nicht nominiert |
| Beginning*                                                                          | დასაწყისი (Dasatskisi)                                       | Dea Kulumbegaschwili                        | Georgien                                                                                              | nicht nominiert |
| Auf alles, was uns glücklich macht (The Best Years)                                 | Gli anni più belli                                           | Gabriele Muccino                            | Italien                                                                                               | nicht nominiert |
| Better Days*                                                                        | 少年的你 (Shàonián de Nǐ)                                    | Derek Tsang                                 | Hongkong                                                                                              | nicht nominiert |
| Between Heaven and Earth                                                            | Between Heaven and Earth                                     | Najwa Najjar                                | Palästina                                                                                             | nicht nominiert |
| Blizzard of Souls – Zwischen den Fronten*                                           | Dvēseļu putenis                                              | Dzintars Dreibergs                          | Lettland                                                                                              | nicht nominiert |
| Broken Keys*                                                                        | مفاتيح مكسرة                                                 | Jimmy Keyrouz                               | Libanon                                                                                               | nicht nominiert |
| Bruno Manser – Die Stimme des Regenwaldes (Paradise War: The Story of Bruno Manser) | Bruno Manser – Die Stimme des Regenwaldes                    | Niklaus Hilber                              | Schweiz                                                                                               | nicht nominiert |
| Buladó*                                                                             | Buladó                                                       | Éche Janga                                  | Niederlande, Niederländische Antillen                                                                 | nicht nominiert |
| C Section                                                                           | يربوا بعزّكن (Yerbo B’ezkon)                                  | David Oryan                                 | Libanon                                                                                               | nicht nominiert |
| Charlatan*                                                                          | Šarlatán                                                     | Agnieszka Holland                           | Tschechien                                                                                            | nicht nominiert |
| Charter*                                                                            | Charter                                                      | Amanda Kernell                              | Schweden                                                                                              | nicht nominiert |
| Concubine of Shanghai                                                               | Shanghai Wang: Luan Shi Jia Ren                              | Sherwood Hu                                 | Volksrepublik China                                                                                   | nicht nominiert |
| Conscience                                                                          | Consciencia                                                  | Sergio Peña                                 | Mexiko                                                                                                | nicht nominiert |
| The Crying Steppe*                                                                  | Ұлы дала зары                                                | Marina Kunarova                             | Kasachstan                                                                                            | nicht nominiert |
| Cuties                                                                              | Mignonnes                                                    | Maïmouna Doucouré                           | Frankreich                                                                                            | nicht nominiert |
| Dara in Jasenovac*                                                                  | Дара из Јасеновца (Dara iz Jasenovca)                        | Predrag Antonijević                         | Serbien                                                                                               | nicht nominiert |
| A Dark, Dark Man                                                                    | A Dark, Dark Man                                             | Ädilchan Jerschanow                         | Kasachstan                                                                                            | nicht nominiert |
| Dear Comrades!*                                                                     | Дорогие товарищи (Dorogie Tovarischi!)                       | Andrei Kontschalowski                       | Russland                                                                                              | nicht nominiert |
| The Disciple                                                                        | The Disciple                                                 | Chaitanya Tamhane                           | Indien                                                                                                | nicht nominiert |
| DNA                                                                                 | ADN                                                          | Maïwenn                                     | Frankreich, Algerien                                                                                  | nicht nominiert |
| Doch das Böse gibt es nicht (There is No Evil)                                      | شیطان وجود ندارد (Sheytan vojud nadarad)                     | Mohammad Rasulof                            | Iran                                                                                                  | nicht nominiert |
| Du hast das Leben vor dir (The Life Ahead)                                          | La vita davanti a sé                                         | Edoardo Ponti                               | Italien                                                                                               | nominiert       |
| Eeb Allay Ooo!                                                                      | Eeb Allay Ooo!                                               | Prateek Vats                                | Indien                                                                                                | nicht nominiert |
| Effigie – Das Gift und die Stadt (Effigy: Poison and the City)                      | Effigie – Das Gift und die Stadt                             | Udo Flohr                                   | Deutschland, USA                                                                                      | nicht nominiert |
| The Eight Hundred                                                                   | 八佰 (Bābǎi)                                                 | Guan Hu                                     | Volksrepublik China                                                                                   | nicht nominiert |
| Der endlose Graben* (The Endless Trench)                                            | La trinchera infinita                                        | Jon Garaño, Aitor Arregi, Jose Mari Goenaga | Spanien                                                                                               | nicht nominiert |
| Est – Dittatura Last Minute                                                         | Est – Dittatura Last Minute                                  | Antonio Pisu                                | Italien                                                                                               | nicht nominiert |
| The Europeans                                                                       | Los Europeos                                                 | Victor García León                          | Spanien                                                                                               | nicht nominiert |
| Exil* (Exile)                                                                       | Exil                                                         | Visar Morina                                | Kosovo                                                                                                | nicht nominiert |
| Extracurricular*                                                                    | Dopunska nastava                                             | Ivan-Goran Vitez                            | Kroatien                                                                                              | nicht nominiert |
| Family Romance, LLC                                                                 | Family Romance, LLC                                          | Werner Herzog                               | USA                                                                                                   | nicht nominiert |
| The Father*                                                                         | Бащата (Bashtata)                                            | Kristina Grosewa, Petar Waltschanow         | Bulgarien                                                                                             | nicht nominiert |
| The Fight Continues                                                                 | Guerrero Dos, Tuloy ang Laban                                | Carlo Ortega Cuevas                         | Philippinen                                                                                           | nicht nominiert |
| Forest Giant                                                                        | Metsäjätti                                                   | Ville Jankeri                               | Finnland                                                                                              | nicht nominiert |
| Forgotten We’ll Be*                                                                 | El olvido que seremos                                        | Fernando Trueba                             | Kolumbien                                                                                             | nicht nominiert |
| Funny Boy                                                                           | Funny Boy                                                    | Deepa Mehta                                 | Kanada                                                                                                | nicht nominiert |
| Gagarin – Einmal schwerelos und zurück                                              | Gagarine                                                     | Fanny Liatard, Jérémy Trouilh               | Frankreich                                                                                            | nicht nominiert |
| Games People Play                                                                   | Seurapeli                                                    | Jenni Toivoniemi                            | Finnland                                                                                              | nicht nominiert |
| The Girls                                                                           | Las niñas                                                    | Pilar Palomero                              | Spanien                                                                                               | nicht nominiert |
| The Goddess of Fortune                                                              | La dea fortuna                                               | Ferzan Özpetek                              | Italien                                                                                               | nicht nominiert |
| Harami                                                                              | Harami                                                       | Shyam Madiraju                              | Indien, USA                                                                                           | nicht nominiert |
| The Hater                                                                           | Sala samobójców. Hejter                                      | Jan Komasa                                  | Polen                                                                                                 | nicht nominiert |
| Havel                                                                               | Havel                                                        | Slávek Horák                                | Tschechien                                                                                            | nicht nominiert |
| Hidden Away                                                                         | Volevo nascondermi                                           | Giorgio Diritti                             | Italien                                                                                               | nicht nominiert |
| Hive                                                                                | Kovan                                                        | Eylem Kaftan                                | Türkei                                                                                                | nicht nominiert |
| Hope*                                                                               | Håp                                                          | Maria Sødahl                                | Norwegen, Schweden                                                                                    | nicht nominiert |
| I Carry You With Me                                                                 | I Carry You With Me                                          | Heidi Ewing                                 | Mexiko, USA                                                                                           | nicht nominiert |
| I’m No Longer Here                                                                  | Ya no estoy aquí                                             | Fernando Frías de la Parra                  | Mexiko, USA                                                                                           | nicht nominiert |
| Impetigore*                                                                         | Perempuan Tanah Jahanam                                      | Joko Anwar                                  | Indonesien                                                                                            | nicht nominiert |
| Instant Love                                                                        | Amor en polvo                                                | Suso Imbernón, Juanjo Moscardó Rius         | Spanien                                                                                               | nicht nominiert |
| Der Zorn der Bestien – Jallikattu*                                                  | ജെല്ലിക്കെട്ട് (Jallikattu)                                         | Lijo Jose Pellissery                        | Indien                                                                                                | nicht nominiert |
| Just Like That                                                                      | Aise hi                                                      | Kislay                                      | Indien                                                                                                | nicht nominiert |
| La Llorona*                                                                         | La Llorona                                                   | Jayro Bustamante                            | Guatemala, Frankreich                                                                                 | nominiert       |
| The Lake                                                                            | Kol                                                          | Emil Atageldiev                             | Kirgisistan                                                                                           | nicht nominiert |
| Leap*                                                                               | 夺冠 (Duóguàn)                                               | Peter Chan                                  | Volksrepublik China                                                                                   | nicht nominiert |
| Lucky Grandma                                                                       | Lucky Grandma                                                | Sasie Sealy                                 | USA                                                                                                   | nicht nominiert |
| Ludo                                                                                | Ludo                                                         | Anurag Basu                                 | Indien                                                                                                | nicht nominiert |
| Made in Bangladesh                                                                  | Made in Bangladesh                                           | Rubaiyat Hossain                            | Bangladesch, Frankreich, Dänemark, Portugal                                                           | nicht nominiert |
| Der Mann, der seine Haut verkaufte (The Man Who Sold His Skin)*                     | L'Homme qui a vendu sa peau                                  | Kaouther Ben Hania                          | Tunesien                                                                                              | nicht nominiert |
| Minari – Wo wir Wurzeln schlagen                                                    | Minari                                                       | Lee Isaac Chung                             | USA                                                                                                   | ausgezeichnet   |
| Miracle in Cell No. 7*                                                              | 7. Koğuştaki Mucize                                          | Mehmet Ada Öztekin                          | Türkei                                                                                                | nicht nominiert |
| Moffie                                                                              | Moffie                                                       | Oliver Hermanus                             | Südafrika                                                                                             | nicht nominiert |
| Mosul                                                                               | Mosul                                                        | Matthew Michael Carnahan                    | Irak                                                                                                  | nicht nominiert |
| Mother                                                                              | Madre                                                        | Rodrigo Sorogoyen                           | Spanien                                                                                               | nicht nominiert |
| Der Masseur (Never Gonna Snow Again)*                                               | Śniegu już nigdy nie będzie                                  | Małgorzata Szumowska, Michał Englert        | Polen                                                                                                 | nicht nominiert |
| New Order – Die neue Weltordnung                                                    | Nuevo orden                                                  | Michel Franco                               | Mexiko, Frankreich                                                                                    | nicht nominiert |
| Night of the Kings*                                                                 | La Nuit des Rois                                             | Philippe Lacôte                             | Elfenbeinküste                                                                                        | nicht nominiert |
| The Night                                                                           | The Night                                                    | Kourosh Ahari                               | USA, Iran                                                                                             | nicht nominiert |
| Nobody Knows I’m Here                                                               | Nadie sabe que estoy aquí                                    | Gaspar Antillo                              | Chile                                                                                                 | nicht nominiert |
| Notes for My Son                                                                    | El cuaderno de Tomy                                          | Carlos Sorín                                | Argentinien                                                                                           | nicht nominiert |
| Oliver Black                                                                        | Oliver Black                                                 | Tawfik Baba                                 | Marokko                                                                                               | nicht nominiert |
| Pacarette                                                                           | Pacarette                                                    | Allan Deberton                              | Brasilien                                                                                             | nicht nominiert |
| Paramapatham                                                                        | Paramapatham                                                 | Thanesh Perrabu                             | Malaysia                                                                                              | nicht nominiert |
| Perfect Judgment                                                                    | Huicio Perfecto                                              | Angelo Croes                                | Aruba                                                                                                 | nicht nominiert |
| Persischstunden (Persian Lessons)                                                   | Persischstunden                                              | Vadim Perelman                              | Russland, Deutschland, Belarus                                                                        | nicht nominiert |
| Pilate                                                                              | Pilátus                                                      | Linda Dombrovszky                           | Ungarn                                                                                                | nicht nominiert |
| Pinocchio                                                                           | Pinocchio                                                    | Matteo Garrone                              | Italien, Frankreich, Vereinigtes Königreich                                                           | nicht nominiert |
| Quo Vadis, Aida?*                                                                   | Quo Vadis, Aida?                                             | Jasmila Žbanić                              | Bosnien und Herzegowina, Österreich, Rumänien, Niederlande, Deutschland, Frankreich, Norwegen, Türkei | nicht nominiert |
| Der Rausch* (Another Round)                                                         | Druk                                                         | Thomas Vinterberg                           | Dänemark                                                                                              | nominiert       |
| The Real Exorcist                                                                   | The Real Exorcist                                            | Shokyo Oda                                  | Japan                                                                                                 | nicht nominiert |
| Rosas Hochzeit (Rosa’s Wedding)                                                     | La boda de Rosa                                              | Icíar Bollaín                               | Spanien                                                                                               | nicht nominiert |
| Der Schacht (The Platform)                                                          | El hoyo                                                      | Galder Gaztelu-Urrutia                      | Spanien                                                                                               | nicht nominiert |
| Schwarze Milch (Black Milk)                                                         | Schwarze Milch                                               | Uisenma Borchu                              | Mongolei, Deutschland                                                                                 | nicht nominiert |
| Schwesterlein* (My Little Sister)                                                   | Schwesterlein                                                | Stéphanie Chuat, Véronique Reymond          | Schweiz                                                                                               | nicht nominiert |
| The Sea Beyond                                                                      | Un mundo normal                                              | Achero Mañas                                | Spanien                                                                                               | nicht nominiert |
| Show Me What You Got                                                                | Show Me What You Got                                         | Svetlana Cvetko                             | USA                                                                                                   | nicht nominiert |
| Sky High                                                                            | Hasta el cielo                                               | Daniel Calparsoro                           | Spanien                                                                                               | nicht nominiert |
| Snake White: Love Endures                                                           | White Snake                                                  | Xianfeng Zhang                              | Volksrepublik China                                                                                   | nicht nominiert |
| A Son                                                                               | Bik Eneich: Un fils                                          | Mehdi Barsaoui                              | Tunesien, Frankreich, Libanon, Katar                                                                  | nicht nominiert |
| Song Without a Name*                                                                | Canción sin nombre                                           | Melina León                                 | Peru                                                                                                  | nicht nominiert |
| Songs of Solomon*                                                                   | Սողոմոնի երգերը (Soghomoni yergery)                          | Arman Nschanjan                             | Armenien                                                                                              | nicht nominiert |
| Soorarai Pottru                                                                     | Soorarai Pottru                                              | Sudha Kongara                               | Indien                                                                                                | nicht nominiert |
| Sputnik – Es wächst in dir                                                          | Sputnik                                                      | Jegor Abramenko                             | Russland                                                                                              | nicht nominiert |
| A State of Madness*                                                                 | Mis 500 Locos                                                | Leticia Tonos                               | Dominikanische Republik                                                                               | nicht nominiert |
| A Sun*                                                                              | 陽光普照 (Yángguāng Pǔzhào)                                  | Chung Mong-hong                             | Taiwan                                                                                                | nicht nominiert |
| Sun Children*                                                                       | خورشید (Khōrshīd)                                            | Majid Majidi                                | Iran                                                                                                  | nicht nominiert |
| Tanhaji: The Unsung Warrior                                                         | Tanhaji                                                      | Om Raut                                     | Indien                                                                                                | nicht nominiert |
| Text                                                                                | Tekst                                                        | Klim Schipenko                              | Russland                                                                                              | nicht nominiert |
| This Is Not a Burial, It’s a Resurrection*                                          | This Is Not a Burial, It’s a Resurrection                    | Lemohang Jeremiah Mosese                    | Lesotho                                                                                               | nicht nominiert |
| Tigertail                                                                           | Tigertail                                                    | Alan Yang                                   | USA                                                                                                   | nicht nominiert |
| Toorbos*                                                                            | Toorbos                                                      | Rene van Rooyen                             | Südafrika                                                                                             | nicht nominiert |
| Die Totenwache                                                                      | The Vigil                                                    | Keith Thomas                                | USA                                                                                                   | nicht nominiert |
| Tove*                                                                               | Tove                                                         | Zaida Bergroth                              | Finnland, Schweden                                                                                    | nicht nominiert |
| Trees Under The Sun                                                                 | Veyilmarangal                                                | Bijukumar Damodaran                         | Indien                                                                                                | nicht nominiert |
| The Trouble with Being Born                                                         | The Trouble with Being Born                                  | Sandra Wollner                              | Österreich, Deutschland                                                                               | nicht nominiert |
| True Mothers*                                                                       | 朝が来る (Asa ga Kuru)                                       | Naomi Kawase                                | Japan                                                                                                 | nicht nominiert |
| Twiceborn                                                                           | Twiceborn                                                    | Hiroshi Akabane                             | Japan                                                                                                 | nicht nominiert |
| Twilight’s Kiss                                                                     | Suk Suk                                                      | Ray Yeung                                   | Hongkong                                                                                              | nicht nominiert |
| Und morgen die ganze Welt* (And Tomorrow The Entire World)                          | Und morgen die ganze Welt                                    | Julia von Heinz                             | Deutschland                                                                                           | nicht nominiert |
| Under the Open Sky                                                                  | Subarashikisekai                                             | Miwa Nishikawa                              | Japan                                                                                                 | nicht nominiert |
| Valentina                                                                           | Valentina                                                    | Cássio Pereira dos Santos                   | Brasilien                                                                                             | nicht nominiert |
| Verbrechen verbindet (The Crimes That Bind)                                         | Crímenes de familia                                          | Sebastián Schindel                          | Argentinien                                                                                           | nicht nominiert |
| La Vérité – Leben und lügen lassen (The Truth)                                      | La vérité                                                    | Hirokazu Koreeda                            | Frankreich, Japan                                                                                     | nicht nominiert |
| Waren einmal Revoluzzer (Once Were Rebels)                                          | Waren einmal Revoluzzer                                      | Johanna Moder                               | Österreich                                                                                            | nicht nominiert |
| Was wir wollten* (What We Wanted)                                                   | Was wir wollten                                              | Ulrike Kofler                               | Österreich                                                                                            | nicht nominiert |
| Wasp Network                                                                        | Wasp Network                                                 | Olivier Assayas                             | Spanien, Frankreich, Brasilien, Belgien                                                               | nicht nominiert |
| The Wasteland                                                                       | Dashte Khamoush                                              | Ahmad Bahram                                | Iran                                                                                                  | nicht nominiert |
| Wet Season*                                                                         | 热带雨 (Rèdài yǔ)                                            | Anthony Chen                                | Singapur                                                                                              | nicht nominiert |
| Willow*                                                                             | Врба (Vrba)                                                  | Milčo Mančevski                             | Nordmazedonien                                                                                        | nicht nominiert |
| Wir beide* (Two of Us)                                                              | Deux                                                         | Filippo Meneghetti                          | Frankreich                                                                                            | nominiert       |
| Freudenmädchen (Working Girls)*                                                     | Filles de joie                                               | Frédéric Fonteyne, Anne Paulicevich         | Belgien                                                                                               | nicht nominiert |
| Write About Love                                                                    | Write About Love                                             | Crisanto Aquino                             | Philippinen                                                                                           | nicht nominiert |
| Mit 20 wirst du sterben (You Will Die at 20)*                                       | ستموت في العشرين                                             | Amjad Abu Alala                             | Sudan                                                                                                 | Noch offen      |
| Your Iron Lady                                                                      | Your Iron Lady                                               | Jorge Xolalpa junior                        | USA, Mexiko                                                                                           | nicht nominiert |

| Anm: | 1. |